# Giacomo Mari
Giacomo Mari (Vescovato, 17 de outubro de 1924 - 16 de outubro de 1991) foi um futebolista e treinador italiano que atuava como meio-campo.

## Carreira
Giacomo Mari fez parte do elenco da Seleção Italiana de Futebol na Copa do Mundo de 1950, no Brasil, e na Copa de 54.